# Fredonia (Wisconsin)
Fredonia es una villa ubicada en el condado de Ozaukee en el estado estadounidense de Wisconsin. En el Censo de 2010 tenía una población de 2.160 habitantes y una densidad poblacional de 398,46 personas por km².

## Geografía
Fredonia se encuentra ubicada en las coordenadas 43°28′18″N 87°56′56″O / 43.47167, -87.94889. Según la Oficina del Censo de los Estados Unidos, Fredonia tiene una superficie total de 5.42 km², de la cual 5.42 km² corresponden a tierra firme y (0%) 0 km² es agua.

## Demografía
Según el censo de 2010, había 2.160 personas residiendo en Fredonia. La densidad de población era de 398,46 hab./km². De los 2.160 habitantes, Fredonia estaba compuesto por el 97.13% blancos, el 1.02% eran afroamericanos, el 0.14% eran amerindios, el 0.14% eran asiáticos, el 0.05% eran isleños del Pacífico, el 0.6% eran de otras razas y el 0.93% pertenecían a dos o más razas. Del total de la población el 1.81% eran hispanos o latinos de cualquier raza.